# 何铸
何铸（1088年—1152年），字伯寿，宋朝杭州余杭县（今浙江省杭州市西）人，宋高宗时参知政事。

## 生平
宋徽宗政和五年（1115年）进士。历任诸王宫大小学教授、秘书郎。他秉性刚直，被御史中丞廖刚推荐，入对，拜为监察御史，转任殿中侍御史。绍兴初年多次奏论时政。提出为官要光明正大，赏罚分明，取信内外。上疏论当抑士大夫循虚掠名、托名规利的风气。擢升为右谏议大夫。他秉承秦桧之意，弹劾赵鼎、李光等人，官至御史中丞。
绍兴十一年（1141年）又与罗汝楫交章论劾岳飞之罪。他受命审问岳飞，见“尽忠报国”四字深入肤理，察知岳飞无罪含冤。于是劝秦桧：“强敌未灭，无故戮一大将，失士卒心，非社稷之长计。”为此，忤秦桧之意。以端明殿学士、签书枢密院事，为报谢使赴金国。绍兴十二年（1142年）七月，兼权参知政事。秦桧让万俟卨弹劾他和岳飞有私，于是落职。后来起用知温州，再出使金朝，请求放回宋钦宗及其他在靖康之变中被俘的宗室，未果。回来后，以资政殿学士知徽州。宋高宗因皇权旁落秦桧之手，而何铸敢于反对秦桧且也有金人撑腰，或可制衡秦桧，许诺予以大用。数月后，提举江州太平兴国宫，卒。追谥通惠，宋宁宗嘉定初年，改谥恭敏。

## 家族
- 父：何瓘，特贈朝散大夫
- 母：吳氏，特封太碩人
- 妻：張氏，特封碩人

## 延伸阅读
[在维基数据编辑]
 《宋史·卷380》，出自脱脱《宋史》